# Amphonyx mephisto
Amphonyx mephisto es una polilla de la familia Sphingidae. Vuela en el sur de Brasil, Paraguay y Argentina.

## Sinonimia
- Cocytius mephisto Haxaire & Vaglia, 2002

- Datos: Q4748424
- Especies: Amphonyx mephisto